# اندی راسل
اندی راسل (انگلیسی: Andy Russell؛ زادهٔ ۲۱ نوامبر ۱۹۸۷) بازیکن فوتبال اهل هنگ کنگ است.
از باشگاه‌هایی که در آن بازی کرده‌است می‌توان به باشگاه فوتبال چورلی، باشگاه چین جنوبی، و باشگاه فوتبال فایلد اشاره کرد.
وی همچنین در تیم ملی فوتبال هنگ کنگ بازی کرده‌است.